# Mormonia marginata
Mormonia marginata là một loài bướm đêm trong họ Noctuidae.